# ドッグラン

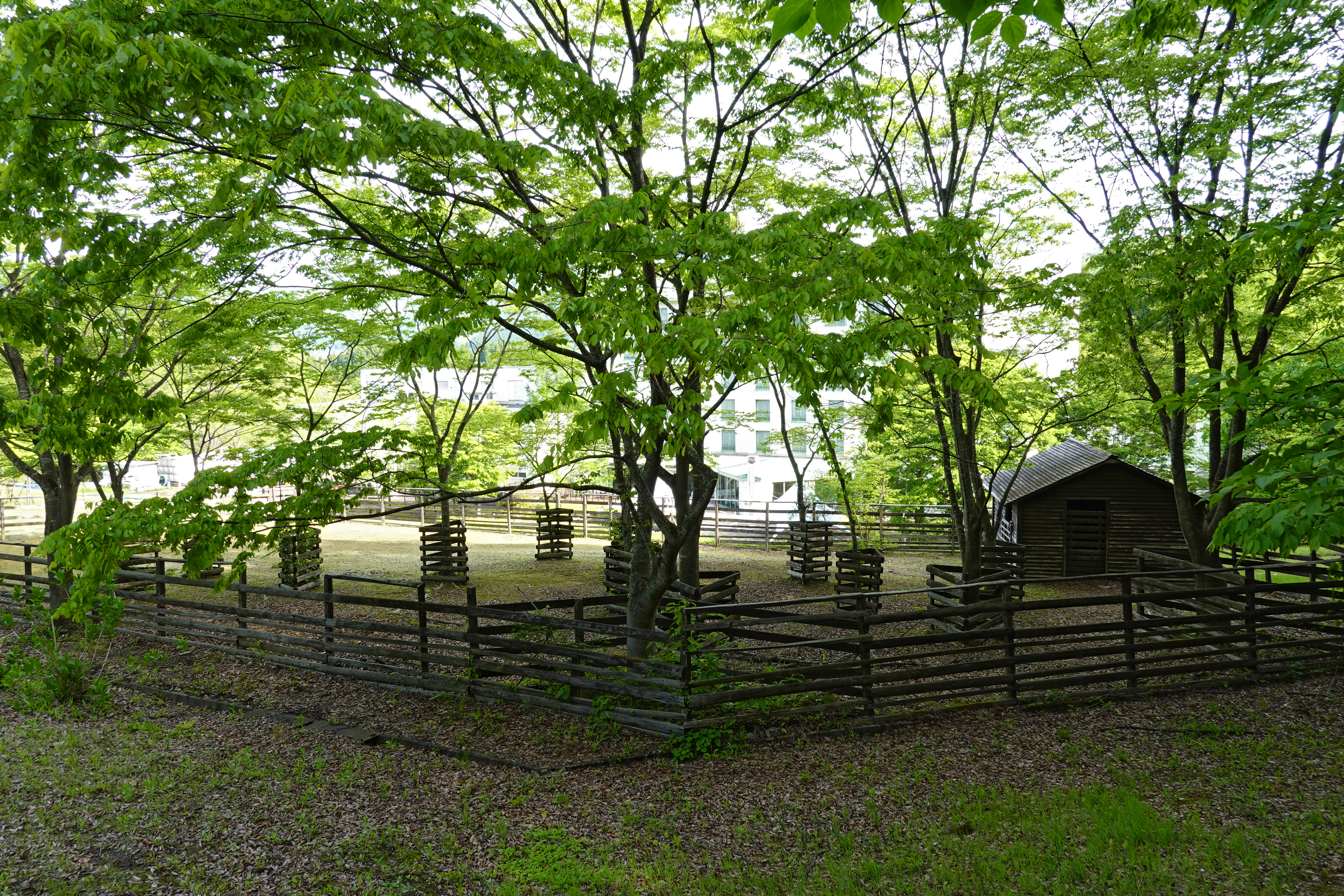
ホテルに設置されたドッグラン

ドッグラン（dog run）とは、犬の飼い主が管理の上、隔離されたスペースの中で引き綱をはずし自由に運動させることができる場所や施設である。全国に有料、無料の施設が設置されている。和製英語であり、英語では「ドッグ・パーク（dog park）」と呼ばれる。

## 設備概要
設備として、逸走防止のための二重ゲートや柵、給水設備などを有する。他には、飼い主が憩うためのベンチや小屋、暑い季節に犬と飼い主の双方に日陰を提供する立木などがある。地面は草原、厚く敷いたウッドチップ、タイル舗装や剥き出しの地面のままなどさまざまである。
また、犬の体格の大小で犬をクラス分けするための仕切りをもつところも多い。

## トラブル
近年、愛犬と飼い主が開放感のある空間で思いっきり遊べる場所であるドッグランの需要が高まる一方で、犬、飼い主同士によるトラブルも後を絶たない。主なトラブルとして、他の犬や人に対して噛みつく、アレルギーのある犬に別の犬の飼い主が勝手に食べ物を与える、発情期または避妊手術をしていないメスに、オスが向かっていくなど様々である。また、トラブルから犬や人の死亡事故へと繋がる事例も発生している。施設を利用する前に安全上のきまりやルールを、飼い主自身で確認しておくことが大切である。

## 高速道路のサービスエリア・パーキングエリアへの設置

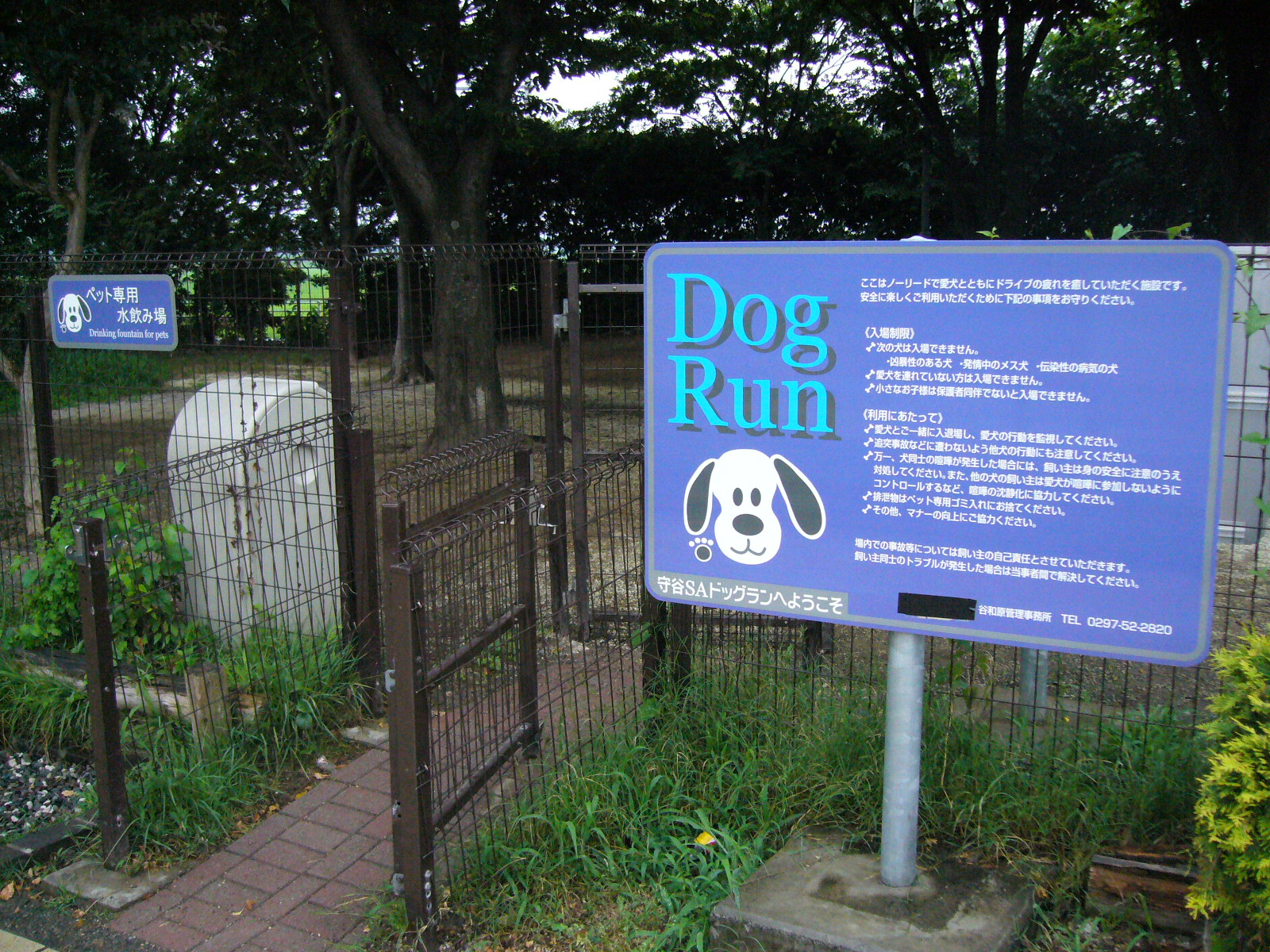
守谷SAに設置されたドッグラン

旅行などで同伴する犬のために、高速道路のサービスエリア（SA）・パーキングエリア（PA）にも無料のドッグランが整備されている。

### 設置エリアの一覧
道央自動車道
- 有珠山SA（上下線）

札樽自動車道
- 金山PA（下り線）

道東自動車道
- 十勝平原SA（上下線）

東北自動車道
- 蓮田SA（上り線）
- 佐野SA（上下線）
- 那須高原SA（下り線）
- 長者原SA（上下線）

関越自動車道
- 高坂SA（上下線）

上信越自動車道
- 佐久平PA（ハイウェイオアシス）

常磐自動車道
- 守谷SA（上下線）

館山自動車道
- 市原SA（上下線）

東名高速道路
- 鮎沢PA（上り線）
- 足柄SA（上下線）
- 富士川SA（上り線）
- 牧之原SA（上り線）
- 美合PA（下り線）
- 豊田上郷SA（上り線）

新東名高速道路
- 駿河湾沼津SA（上下線）
- 静岡SA（上下線）
- 浜松SA（上下線）
- 岡崎SA（上下線）

名神高速道路
- 尾張一宮PA（下り線）
- 多賀SA（上り線）
- 黒丸PA（上り線）
- 菩提寺PA（下り線）

東名阪自動車道
- 御在所SA（上下線）

北陸自動車道
- 神田PA（上下線）
- 南条SA（上下線）
- 徳光PA（上り線）
- 米山SA（上り線）

中央自動車道
- 談合坂SA（上下線）
- 境川PA（下り線）
- 双葉SA（上り線）
- 駒ヶ岳SA（上下線）

伊勢自動車道
- 安濃SA（下り線）

長野自動車道
- 梓川SA（下り線）

東海北陸自動車道
- 関SA（上り線）
- 長良川SA（下り線）

新名神高速道路
- 鈴鹿PA（上下線）
- 宝塚北SA（上下線）

京都縦貫自動車道
- 京丹波PA（上下線）

阪和自動車道
- 岸和田SA（上り線）
- 紀ノ川SA（下り線）

舞鶴若狭自動車道
- 西紀SA（上下線）

山陽自動車道
- 三木SA（上下線）
- 福山SA（上り線）
- 小谷SA（下り線）

神戸淡路鳴門自動車道
- 淡路SA（上下線）[7]

瀬戸中央自動車道
- 鴻ノ池SA（上下線）

西瀬戸自動車道
- 大浜PA（下り線）[8]

中国自動車道
- 加西SA（上り線）
- 社PA（下り線）
- 勝央SA（上り線）
- 七塚原SA（下り線）
- 鹿野SA（上り線）

徳島自動車道
- 上板SA（下り線）

高知自動車道
- 南国SA（下り線）

松山自動車道
- 石鎚山SA（上り線）

九州自動車道
- 古賀SA（下り線）
- 広川SA（上下線）
- 桜島SA（上り線）

長崎自動車道
- 金立SA（上下線）
- 大村湾PA（下り線）

東九州自動車道
- 別府湾SA（下り線）